# Clara Matéo
Clara Matéo (* 28. November 1997 in Nantes) ist eine französische Fußballspielerin.

## Vereinskarriere
Clara Matéo begann als Sechsjährige bei der US Sainte-Luce-sur-Loire mit dem Vereinsfußball. 2012 wechselte sie in die Jugendabteilung der ESOF La Roche. Dort kam sie im April 2014 zu einem ersten Einsatz in der Zweitligaelf des Vereins beim Le Mans FC. In der folgenden Spielzeit 2014/15 bestritt sie bereits sämtliche 22 Punktspiele und erzielte darin zehn Tore; am Ende stieg sie mit ihrem Team in die höchste französische Liga auf. Auch in der Division 1 war sie bei La Roche Stammspielerin (20 Begegnungen, zwei Tore); allerdings war bei Saisonende der Wiederabstieg nicht zu vermeiden. Daraufhin wechselte die im Angriff als zweite, hängende Sturmspitze oder auf der linken Außenbahn eingesetzte, technisch begabte Fußballerin im Sommer 2016 zum französischen Topklub Juvisy FCF, der sich ein Jahr darauf als Frauenabteilung im Paris FC wiederfand.
Seit 2020 hat Clara Matéo sich zur erfolgreichsten Torschützin des PFC entwickelt: 2020/21 war sie mit 13 Treffern drittbeste Spielerin der Liga, und auch in der folgenden Saison gehörte sie mit einer zweistelligen Trefferzahl zur Spitzengruppe. 2024/25 avancierte sie dank ihrer 18 Treffer sogar zur Torschützenkönigin. Während der Corona-Pandemie hat sie ein ingenieurswissenschaftliches Studium am Polytechnikum der Universität Paris-Saclay mit einem Diplom in Materialkunde abgeschlossen.

### Stationen
- US Sainte-Luce-sur-Loire (2004–2012)
- ESOF La Roche (2012–2016)
- Juvisy FCF (2016/17)
- Paris FC (seit 2017)

## In der Nationalmannschaft
Clara Matéo hat für die französische B-Jugend-Auswahl (U-16/U-17) 13 Spiele bestritten; ein Tor ist ihr dabei nicht gelungen. Für Frankreichs A-Jugend-Teams (U-18/U-19) kam sie in 22 Partien zum Einsatz; dort schoss sie zehn Treffer. Darunter waren die Europameisterschaftsendrunden 2015, als die Französinnen im Halbfinale im Elfmeterschießen an ihren spanischen Altersgenossinnen scheiterten, und 2016, als im Endspiel der Gegner erneut Spanien hieß. Diesmal gewann Frankreich mit 2:1 und holte den Titel. Bei der U-20-WM 2016 bestritt sie sämtliche sechs Spiele, war mit drei Treffern die erfolgreichste Torschützin der Bleuettes und wurde Vizeweltmeisterin. In dieser Jahrgangsauswahl hat sie noch zwei weitere Begegnungen absolviert.
Seit Januar 2017 wurde Clara Matéo wiederholt in die B-Elf berufen, für die ihr in 15 Spielen acht Tore gelangen. Im Herbst 2018 stand sie dann zum ersten Mal in einem A-Aufgebot; dort zum Einsatz kam sie allerdings erst zwei Jahre später, als Trainerin Corinne Diacre Matéo am Vorabend ihres 23. Geburtstags zu einem rund 20-minütigen Debüt verhalf. Vier Tage darauf spielte sie eine vollständige Halbzeit und erzielte ihren ersten Treffer im Nationaldress. Am Ende ihrer bisher erfolgreichsten Saison gehört sie zum Aufgebot der Bleues für die Europameisterschaft 2022.
Aktuell kann sie in diesem Kreis 15 Einsätze und zwei Torerfolge verzeichnen, wobei sie unter Diacre, anders als im Verein, meist hinter den Sturmspitzen und stärker als Vorbereiterin agiert. (Stand: 23. Juli 2022)
Sie wurde für die WM-Endrunde 2023 in Australien und Neuseeland nominiert, in zwei der fünf Spiele ihres Teams eingesetzt und schied mit der Mannschaft im Viertelfinale nach Elfmeterschießen gegen die Australierinnen aus.

## Palmarès
- U-19-Europameisterin 2016
- U-20-Vizeweltmeisterin 2016
- Torschützenkönigin der Première Ligue: 2024/25
- Spielerin des Jahres der Première Ligue: 2024/25 (sowohl die Auszeichnung der Spielergewerkschaft UNFP als auch die des Landesverbands)